# Prados húmedos de Torremocha del Pinar
La microrreserva de los Prados Húmedos de Torremocha del Pinar se halla incluida en el Plan de ordenación de los Recursos Naturales del Alto Tajo, en el Monte público n.º 206 de Torremocha del Pinar, al noreste de la provincia de Guadalajara, comunidad autónoma de Castilla-La Mancha.

## Otras designaciones
- ES4240016 - LIC Alto Tajo.

## Características
En dicha zona se ha constatado la existencia de una población, rara en Castilla-La Mancha, del helecho Ophioglossum azoricum, y una serie de comunidades vegetales (prados de diente mesoeutrofos subatlánticos, cervunales, comunidades higrófilas y turfófilas de Molinia caerulea, prados juncales hidromorfos acidófilos, etc), favorecidas por la hidromorfia edáfica derivada de las condiciones microtopográficas favorables, de un gran interés ecológico y de elevada fragilidad a las transformaciones de uso del suelo, especialmente si se modifica la dinámica hídrica.